# 劉海蟾
劉海蟾（？—？），名操，字宗成，道號海蟾子，五代燕山人，是全真道全真五祖之一。

## 傳說
依照《神仙通鑑》，劉海蟾原名「劉操」，字「宗成」，後梁燕山人，遇到正陽祖師而學金丹，之後遇到呂洞賓而改名「劉玄英」、號「海蟾子」。
劉海蟾有《還丹破迷歌》、《還金篇》、《黃帝陰符經集解》等著作，與張無夢、種雲溪、陳希夷等為道友，弟子有張紫陽、董凝陽等。
劉海蟾的生平事跡，記載於道教典籍如《有象列仙全傳》、《呂帝聖蹟紀要》，以及野史、傳奇、戲劇、民間文學、小說等之中。
元武宗加封「海陽嗣派九天扶正帝君」。
民間則因「劉海戲金蟾」之傳說稱其為劉海。

## 著作
《還丹破迷歌》等。

## 軼事

### 瀏海
道教全真派全真五祖之一的劉海蟾喜歡將頭髮梳至額前，長度齊眉，故稱此種頭髮為「劉海」，後為了區別，改稱「瀏海」。

#### 劉海戲金蟾
俗有「劉海戲金蟾，一步一吐錢」之說。 神話中，劉海蟾之親人為官甚貪，但因尚知修道，死後未被貶入地獄，被化作三足金蟾投入東海之中，歸龍王管轄。劉海蟾得道後，想要解救金蟾，以一串金錢釣三足蟾出海，（蓋因三足蟾性貪，見金錢便咬）負于肩上，是為「劉海戲金蟾」，而這金蟾（傳說中三足的蟾蜍名叫「金蟾」），走一步，能吐一枚銅錢。劉海蟾走到哪，就把錢撒到哪，周濟窮人，而劉海蟾也被視為有財神的能力。
據湖南常德的周新國考證，劉海戲金蟾這個故事，人物原型出自後梁燕山府的劉海蟾，後人把劉海蟾這個字號一分為二：劉海、蟾，又改為「劉海戲金蟾」。

#### 劉海砍樵
湖南人稱劉海是湖南常德人，是個孝順母親的樵夫，後感動狐仙，共結連理，並經過一連串的傳奇之後才終於得道成仙。其故事經過民間各種演戲與說書，版本甚多。

## 外部連結
- 故宮博物館資料：劉海蟾

- 道教文化中心資料庫：刘海蟾